# Premiera sezonului
 Paginile Finalul sezonului și Episod pilot redirecționează aici.
În televiziune, premiera sezonului reprezintă primul episod al unui nou sezon al unui anumit program sau serial TV. Dacă sezonul este primul, atunci primul episod se mai numește de obicei și episod pilot. Finalul sezonului este ultimul episod al unui sezon de televiziune.
În Statele Unite, începutul unui nou sezon de televiziune are loc, de obicei, la sfârșitul lunii septembrie și începutul lunii octombrie. În țări precum Australia și Marea Britanie o premieră a sezonului poate fi difuzată în orice moment al anului. În Australia, premierele mai multor programe TV au loc la mijlocul-sfârșitul verii, la sfârșitul lunii ianuarie sau începutul lunii februarie; iar o telenovelă poate avea premiera sezonului în orice moment al anului.

## Caracteristici
Primul episod al unui sezon are de obicei una sau mai multe dintre următoarele caracteristici (începând cu sezonul al II-lea și următoarele):
- Continuă uneori povestea din finalul sezonului anterior care s-a încheiat la jumătate pentru a mări audiența cu ocazia premierei noului sezon - de exemplu povestea din "Shockwave, Part I" (Enterprise, ultimul episod al sezonului I) este continuată în "Shockwave, Part II" (Enterprise, primul episod al sezonul al II-lea)
- Introducerea unor noi povești care uneori duc la o schimbare fundamentală într-un anumit program
- Beneficiază de apariția cel puțin a unui invitat special - pentru mărirea audienței TV
- Introducerea unor noi personaje
- În cazul unor emisiuni TV concurs (gameshow) se introduc reguli noi, bonusuri noi, metode noi de a câștiga etc.

## Exemple
- „Ancient Aliens: Chariots, Gods & Beyond”  este episodul pilot al serialului american Ancient Aliens
- „Winter Is Coming” - premiera sezonului I al serialului Urzeala tronurilor
- „The North Remembers” - este primul episod din sezonul secund al serialului Urzeala tronurilor
- „The Man Trap” - este primul episod al sezonului I al serialului american științifico-fantastic Star Trek: Seria originală
- „Amok Time” - este primul episod din sezonul secund al serialului Star Trek: Seria originală
- „Spock's Brain” - este primul episod din sezonul al treilea al serialului Star Trek: Seria originală
- „The Child” - este primul episod din sezonul secund al serialului Star Trek: Generația următoare
- „The Bad Fish Paradigm” - este primul episod din sezonul secund al serialului Teoria Big Bang
- Lumi paralele (Doorways) - a fost creat de George R. R. Martin ca un episod pilot al unui serial TV care nu a mai fost realizat. Acum este considerat un film TV.
- „Caretaker” - este primul episod al sezonului I al serialului american Star Trek: Voyager